# Иловатское сельское поселение
Илова́тское се́льское поселе́ние — муниципальное образование в составе Старополтавского района Волгоградской области.
Административный центр — село Иловатка.

## История
Иловатское сельское поселение образовано 17 января 2005 года в соответствии с Законом Волгоградской области № 991-ОД.

## Население
| 2010  | 2012  | 2013  | 2014  | 2015  | 2016  | 2017  |
| ----- | ----- | ----- | ----- | ----- | ----- | ----- |
| 1705  | ↘1653 | ↘1580 | ↘1524 | ↘1465 | ↘1446 | ↘1385 |
| 2018  | 2019  | 2020  | 2021  |       |       |       |
| ↘1329 | ↘1251 | ↘1222 | ↘1173 |       |       |       |

## Состав сельского поселения
| № | Населённый пункт | Тип населённого пункта       | Население |
| - | ---------------- | ---------------------------- | --------- |
| 1 | Белокаменка      | село                         | 271       |
| 2 | Иловатка         | село, административный центр | ↘1434     |